# بلدة سبارتا (ويسكونسن)
سبارتا (بالإنجليزية: Sparta (town), Wisconsin)‏ هي بلدة تقع بولاية ويسكونسن في الولايات المتحدة. تبلغ مساحتها 127.6 (كم²)، وترتفع عن سطح البحر 304 م، بلغ عدد سكانها 2750 نسمة في عام 2000 حسب إحصاء مكتب تعداد الولايات المتحدة وتصل الكثافة السكانية فيها 21.5 نسمة/كم2.